# Salticus noordami
Salticus noordami là một loài nhện trong họ Salticidae.
Loài này thuộc chi Salticus. Salticus noordami được Metzner miêu tả năm 1999.